# Antonio Randa
Antonio Randa (Bologna, circa 1595 – Ferrara, post 1657) è stato un pittore italiano. 

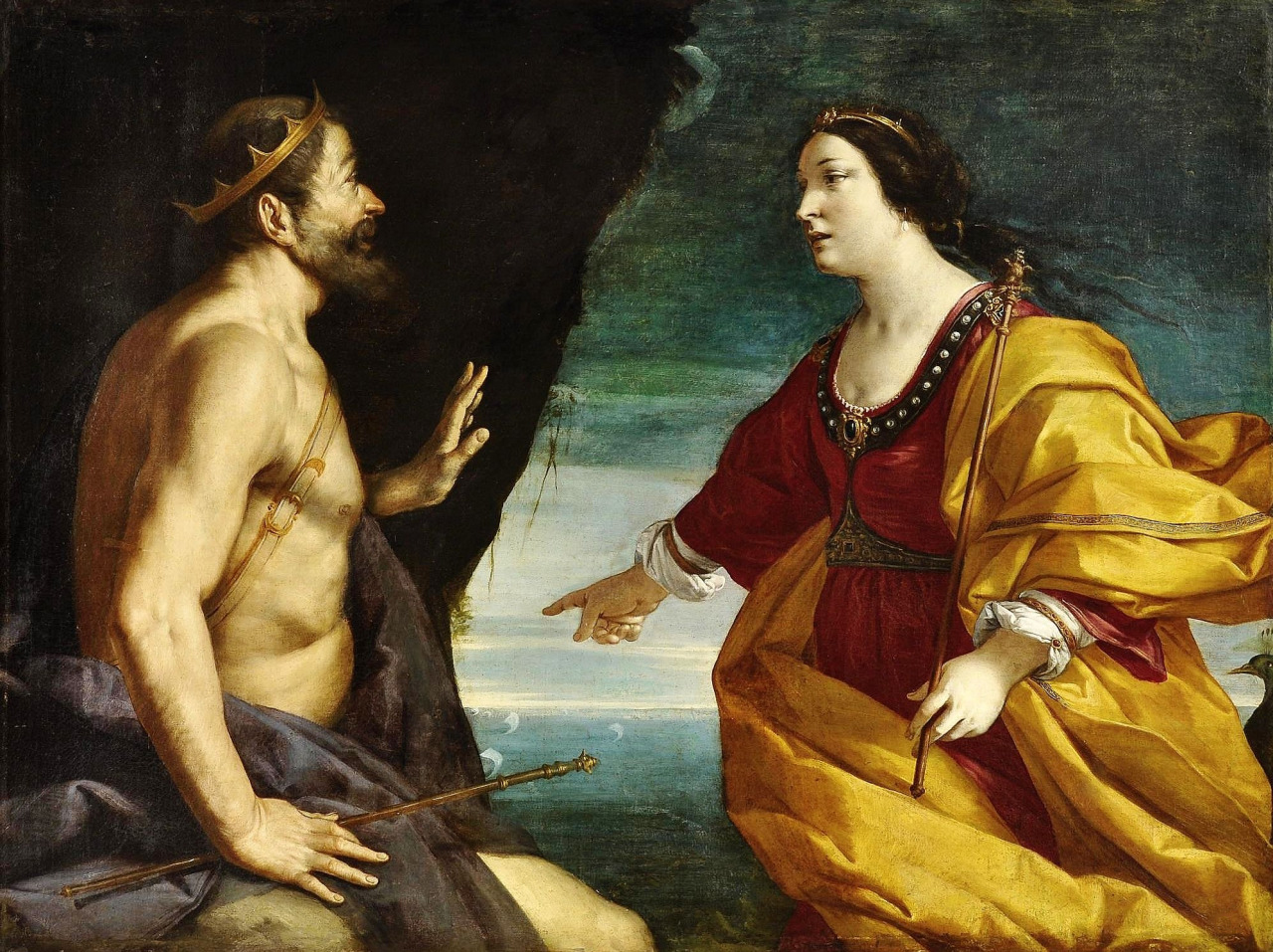
Giunone e re Eolo alla grotta dei venti, olio su tela, collezione privata, circa 1640

Allievo di Guido Reni e Lucio Massari, ha partecipato alla grande stagione del classicismo seicentesco bolognese.

## Prime notizie biografiche
I più antichi documenti citano Randa come un artista di alto livello ma, per diversi motivi, è invece stato poco considerato dalla letteratura artistica; le notizie sulla sua biografia sono quindi limitate, anche se negli ultimi anni si stanno riscoprendo diverse sue opere. Tutte le fonti lo dicono bolognese, ma il suo nome non risulta nell'elenco dei battezzati nel periodo al quale dovrebbe appartenere, ovvero la generazione degli allievi di Massari e Reni (nati rispettivamente nel 1569 e nel 1575). Alcune fonti tarde (Stefano Ticozzi, Filippo de Boni) citano il 1570, senza motivare questa indicazione; sappiamo che nel 1577 risulta battezzato a Bologna un uomo di nome Antonio Randi, ma si tratta di una data troppo precoce. Si può quindi ipotizzare una nascita in un paese del territorio bolognese, intorno al 1595.
I documenti insistono anche su di un omicidio compiuto dall'artista, comprovato da un documento manoscritto dello stesso pittore conservato nell'Archivio di Stato di Modena, col quale viene chiesto salvacondotto a Modena, nello Stato Estense, nell'anno 1614: 
"Antonio Randa Bolognese humiliss:mo ser:vo di V.A.S.ma gli espone come l'anno passato scoperse manifestamente che filippo Roffini più volte haveva tentato d'amazarlo, et finalm,e essendo andato nella scuola dove stava a dipingere per commettere tal delito, L'Oratore per salvezza della sua persona fu sforzato amazarlo con una archibugiata; si che humilme, supplica V.A. al concederli libero salvacondotto di potersi fermare nel suo ...mo stato; assicurandola che viverà quietissmo:, et di tanta gra ... glie ne . restera obligatissmo".
Il conte Carlo Cesare Malvasia, pur lodando la sua bravura e definendolo come il migliore tra gli allievi di Guido Reni, scrisse chiaramente che era meglio evitare di parlare ancora di Randa, data la sua condotta di vita, e accennò addirittura ad un tentativo di omicidio del maestro da parte dell'allievo, sembra per gelosia di una donna: 
“Voleva ammazar Guido per sospetto che fosse inamorato nella sua bramosia di Rosa, onde la fece nuda per Venere ancora et egli per Marte e Cosi Andrea del Castagno assassino...”.

## I dipinti iniziali in Emilia
Le fonti concordano che il suo primo dipinto pubblico sarebbe stato la pala che raffigura la Madonna col Bambino che appare a San Giorgio e ai Santi Leonardo e Pancrazio, posta sull'altare maggiore della chiesa parrocchiale di San Giorgio di Piano e rimasta sullo stesso altare anche nella riedificazione della chiesa del 1866. Questo dipinto, giovanile ma già sicuro e ambizioso, è da porre tra il 1611 e il 1613, quando Randa doveva essere allievo di Reni.
Nell'Arcivescovado di Milano abbiamo una Sacra Famiglia servita dagli angeli, in origine posta nel Convento dei Cappuccini di Concordia sulla Secchia, che risale al periodo in cui Randa si era rifugiato in territorio modenese (dal 1614 a circa il 1622). Questa pittura rivela influenze stilistiche derivate non solamente da Lucio Massari, ma anche dal tardo manierista Bartolomeo Cesi.
Vicino a San Giorgio di Piano, nella frazione di Gherghenzano, è stata di recente restaurata quella che dovrebbe essere una sua opera successiva, una Madonna col Bambino e i santi Geminiano, Francesco, Carlo e Ignazio di Loyola che occorre datare dopo il 1622, anno di canonizzazione di Sant'Ignazio; la pulitura della tela - ad opera di Maria Dell'Amore - che in precedenza era stata assai rimaneggiata e resa illeggibile, ha svelato la firma dell'artista.
Tornato quindi nel bolognese, intorno al 1626/'27 Randa realizza un rinomato dipinto posto nell'Oratorio del Santuario di Santa Maria della Vita, a Bologna, e dipinto all'interno dello studio che Massari condivideva con Francesco Albani; qui possiamo ammirare Il Beato Riniero con una processione visita il corpo di San Geminiano Vescovo di Modena; si tratta del ricordo dell'ingresso nel Duomo di Modena della processione dei flagellanti, confraternita creata nel Medioevo da Raniero Fasani. L'interno del duomo appare nelle forme rinascimentali che Randa aveva potuto conoscere nel corso del suo esilio modenese, diversamente da quanto possiamo osservare oggi, dopo che i restauri tardo ottocenteschi hanno ricondotto l'architettura a forme romaniche.
Dopo il 1628 Randa dipinge La Madonna e San Gregorio Magno intercedono per le anime del Purgatorio per la Chiesa dell'Addolorata di San Giovanni in Persiceto, ora nel locale Museo d'arte sacra, ma non termina la pittura: nella parte bassa, in una tela aggiunta, le anime tra le fiamme sono di altra mano.
Nel 1630 acquisisce una particolare notorietà, ma non sappiamo per quali opere, tra quelle ricordate dalle fonti ma oggi perdute; tra queste, sono citati degli affreschi realizzati nella Galleria del Palazzo Ducale di Modena e in altri luoghi di questa città, tra il 1631 e il 1632, insieme al quadraturista Girolamo Curti (detto il Dentone) e al suo ex maestro Massari, ora suo collega. Malvasia ricorda che gli errori prospettici di questi artisti venivano corretti nottetempo dal più abile Angelo Michele Colonna. Gli affreschi, non più visibili, erano stati ammirati da Velázquez, in occasione di uno dei due viaggi del grande spagnolo in Italia e, in particolare, in Emilia. In questa città, Randa verrà raggiunto dall'amico Alessandro Provaglia, che vi morì di peste nel 1634.

## Tra Rovigo e Firenze

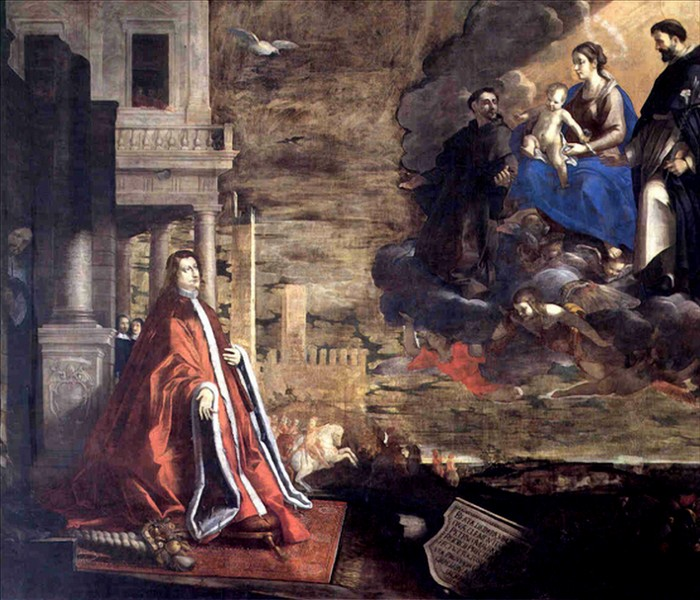
Rovigo, Chiesa della Beata Vergine del Soccorso, detta "La Rotonda": la Glorificazione del podestà Pietro Morosini. Firmato e datato 1644

Le opere successive, molte delle quali perdute, sono ricordate e datate a Rovigo, tra il 1634 e il 1644. Del 1638 era ricordato il suo capolavoro, un Martirio di Santa Cecilia ora irreperibile; rimane però il suo pendant, una Santa Cecilia all'organo ora in una galleria antiquaria di Bologna e un tempo nella collezione di Palazzo Redetti. Sia questa opera, che la precedente a San Giovanni in Persiceto, potrebbero essere state da esempio per analoghi e successivi dipinti del Guercino.
Il periodo di permanenza a Rovigo dovette essere interrotto da altre importanti commissioni: nella Certosa del Galluzzo di Firenze troviamo infatti un altare dedicato a san Bruno, attribuito da Daniele Benati e Fiorella Frisoni a Randa e aiuti: la pala centrale, con la Madonna che appare a San Bruno con i Santi Giovanni Battista e Maria Maddalena, due tele laterali che mostrano San Filippo Neri e Santa Caterina da Siena. Alcuni gli hanno riferito anche gli affreschi della volta, che però mostrerebbero lo stile di Giovanni Martinelli, secondo un'attribuzione consolidata. Un'iscrizione data i lavori della cappella all'anno 1638 per volere della famiglia Galluzzi, di origine bolognese. Il carattere felsineo di questo ambiente è confermato dalle decorazioni negli affreschi eseguite con ritocchi dorati, tecnica ideata da Girolamo Curti, detto "il Dentone", che lavorò insieme a Randa, come testimoniato dal Malvasia.
Di ritorno in Emilia, Randa dipinge altre due opere: una preziosa tela con Giunone e re Eolo alla grotta dei venti, venduta in un'asta di Sotheby's a New York ma appartenuta in origine alla collezione dell'importante famiglia senatoria bolognese Hercolani; e un piccolo Gesù Bambino dormiente, circondato di oggetti fortemente simbolici e oggi custodito nella Galleria Estense di Modena, firmato e datato 1640.
Tornato a Rovigo, Randa realizza un telero nel registro inferiore della cosiddetta "Rotonda", ovvero la chiesa della Beata Vergine del Soccorso, inaugurando la ricca serie di dipinti che adornano completamente le pareti di questo edificio sacro a pianta centrale: la Glorificazione del podestà Pietro Morosini è firmata e datata 1644 e mostra un autoritratto dello stesso artista, che vediamo scorgere in penombra, sulla sinistra, con i baffi alla spagnola.

## Ultimo periodo nel Ferrarese

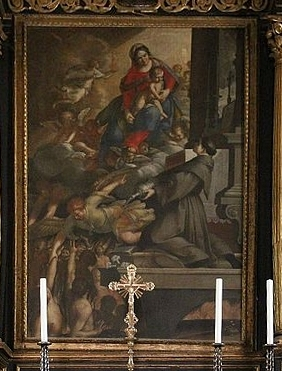
Comacchio, Oratorio del Suffragio delle anime purganti e di Sant'Antonio: interno, la pala della Madonna del Suffragio e Sant'Antonio (di Padova). Post 1648

Dopo la realizzazione della precedente opera, l'artista passa nel ferrarese; lo troviamo infatti a Comacchio, dove è ricordato per la realizzazione di due dipinti nell'oratorio del Suffragio delle anime purganti e di Sant'Antonio, eretto nel 1644: una Crocifissione con santa Maria Maddalena e san Nicola da Tolentino e la grande pala dell'altare maggiore, dove possiamo ammirare la Madonna col Bambino, sant’Antonio da Padova e le anime del Purgatorio: anche in questo dipinto l'artista ha rappresentato se stesso, questa volta autoritraendosi con tono drammatico tra le fiamme del Purgatorio.
In seguito dovette trasferirsi in pianta stabile a Ferrara. Le guide della città ricordano infatti numerosi suoi dipinti nel capoluogo e in paesi della campagna ferrarese, quasi tutti perduti, distrutti o comunque non ancora rintracciati. Uno in particolare, per la chiesa di Santo Stefano, era stato commissionato dopo il 1657, ultima data che conosciamo per stabilire la data di morte dell'artista, che avvenne forse in questa città; nella stessa chiesa è però collocato il dipinto San Francesco di Sales approva la regola di Giovanna da Chantal, oggi molto rovinato, che alcuni attribuiscono a Randa. Sempre a Ferrara, nella chiesa esterna del Monastero di Sant’Antonio in Polesine, si trova una pala d'altare attribuibile ad Antonio Randa, che rappresenta la “SS. Trinità in gloria e i santi Benedetto, Antonio Abate e la Beata Beatrice II d'Este”, fondatrice del monastero. 
Un'altra opera forse dell'artista bolognese si trova nel paese di Castelmassa: nella chiesa Arcipretale dedicata a Santo Stefano, primo martire, abbiamo una tela raffigurante San Francesco in preghiera.
Per finire, sappiamo che Antonio Randa frequentava beoni nelle osterie di Ferrara in compagnia del collega Giuseppe Caletti, detto il Cremonese; mentre è dubbia la notizia secondo cui si sarebbe fatto monaco benedettino nell'ultima fase della sua vita, probabile frutto di una svista da parte di antichi commentatori i quali lo confusero, nella lettura delle Vite del Malvasia, con un altro allievo di Reni.